# الإسلام في جيبوتي

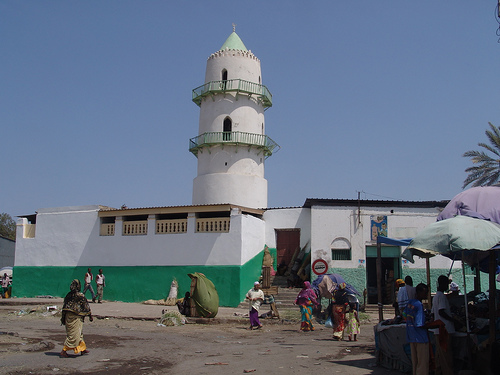
مسجد الحمودي في جيبوتي.

لدى الإسلام في جيبوتي تاريخ طويل، فقد ظهر لأول مرة خلال فترة حياة النبي محمد. واليوم 94% من كافة الناس البالغ عددهم 864 ألف نسمة هم مسلمون. أغلبهم من أهل السنة والجماعة الذين يتبعون المذهب الشافعي. لكن بالإضافة إلى ذلك فإن العديد من المسلمين يَتبعون المذاهب الصوفية والقادرية والأحمدية[ ؟ ] والصالحية. اعتمُد بعد استقلال البلاد عن فرنسا سنة 1977 النظام الجمهوري في الحكم في جيبوتي، وقد سُنت قوانينه حسب الشريعة الإسلامية.
يوجد في كل مدينة جيبوتية جامع يَذهب الناس إليه للصلاة، كما تحولت مقابر رجال الدين القدامى إلى مناطق مقدسة، ومن أشهر هذه الأماكن مقام الشيخ أبو اليَزيد الموجود في جبال فودي.